# Szlak rowerowy rzeki Soławy
Szlak rowerowy doliny Soławy (niem. Saale-Radweg) – szlak rowerowy wzdłuż rzeki Soławy, prowadzący od jej źródeł w górach Smreczany do miejscowości Barby, gdzie wpada do Łaby. Całkowita długość trasy to ponad 400 km.
Szlak przebiega przez następujące kraje związkowe Niemiec: Bawaria, Turyngia, Saksonia-Anhalt. W początkowym odcinku trasy rowerowej występują często podjazdy o nachyleniu do 16 procent. Wzdłuż trasy położonych jest wiele zamków, zabytkowych miejscowości oraz winnic w szczególności w regionie Saale-Unstrut. 

## Przebieg szlaku
- źródła rzeki Soława – Hof – 34 km;
- Hof – Blankenstein – 29 km;
- Blankenstein – Ziegenrück – 44 km;
- Ziegenrück – Saalfeld/Saale – 42 km;
- Saalfeld/Saale – Jena – 54 km;
- Jena – Naumburg – 49 km;
- Naumburg – Halle – 61 km;
- Halle – Bernburg – 58 km;
- Bernburga – ujście Soławy do Łaby w Barby – 32 km[1].

## Połączenia z innymi szlakami rowerowymi
Szlak rowerowy doliny Soławy łączy się m.in. z następującymi innymi szlakami rowerowymi:
- w Zell im Fichtelgebirge z szlakiem rowerowym Bałtyk-Górna Bawaria, łączącym Bałtyk (Rostock) z Bawarią;
- w Großheringen z szlakiem rowerowym rzeki Ilm;
- w Naumburgu z szlakiem rowerowym rzeki Unstruta;
- w Barby z szlakiem rowerowym Łaby;